# Nínox de Halmahera
El nínox de Halmahera (Ninox hypogramma) és una espècie d'ocell de la família dels estrígids (Strigidae). Habita la selva de les illes Moluques septentrional. El seu estat de conservació es considera de risc mínim.